# Syndrome de Stein-Leventhal
Pour les articles homonymes, voir von Stein.
 Mise en garde médicale
Le syndrome de Stein-Leventhal, ou « ovaires polykystiques (SOPK) » ou « polykystose ovarienne » ou « OMPK », est une maladie fréquente (c'est le syndrome gynéco-endocrinien le plus courant chez les femmes en âge de procréer), encore mal connue, touchant les ovaires, et dont les effets sont nombreux (dont possibles complications métaboliques comme le diabète de type 2, l'obésité et les maladies cardiovasculaires). Il a des causes génétiques (dans environ 10 % des cas) et environnementales et épigénétiques.

« Contrairement à ce que son nom semble indiquer, le SOPK ne correspond pas à un excès de kystes ou de microkystes au niveau des ovaires, mais à un excès de follicules antraux, qui est observable à l’échographie. Le SOPK aurait donc dû s’appeler le syndrome des ovaires multifolliculaires(...) ».
Le syndrome est caractérisé par un déséquilibre hormonal chez les femmes qui se traduit par des cycles menstruels irréguliers avec des règles peu abondantes ou absentes, une acné persistante et une pilosité importante (hirsutisme). Tous ces symptômes ne sont pas toujours conjointement présents, ce qui rend le diagnostic assez difficile et favorise l'errance diagnostique.

## Mécanismes et causes
Il s'agit du « syndrome gynéco-endocrinien le plus fréquent chez les femmes en âge de procréer » ; il touche 3 à 10 % des femmes,, et son mécanisme est encore mal élucidé. Il a été décrit pour la première fois en 1935 et se caractérise par un déséquilibre de la glande hypophyse et de l'axe hypophyse-hypothalamus, engendrant entre autres une anomalie de sécrétion d'une hormone hypophysaire gonadotrope, l'hormone lutéinisante (LH). La sécrétion de LH se comporte comme si elle était hyper-sensible à la stimulation par la LH-RH (Luteinizing Hormone Releasing Hormone) ou la GnRH (Gonadotrophin Releasing Hormone), hormone sécrétée par l'hypothalamus.
Dans moins de 10% des cas, une cause génétique est trouvée, sinon, des causes environnementale influant l'épigénétique (pouvant au moins remonter à une génération précédente, celle de la mère) existent, et il semble exister une relation entre l'exposition aux perturbateurs endocriniens au cours de la vie utérine et ovaires polykystiques,.
Plusieurs études ont montré des taux de polychlorobiphényles (PCB), d’acide perfluorooctanoïque (PFOA) et d’acide perfluorooctane sulfonique (PFOS) ou de BPA, plus élevés dans le sang des patientes ayant un syndrome des ovaires polykystiques (SOPK) que dans celui des patientes sans ce syndrome.

## Aspects cliniques
Les signes fonctionnels comportent :
- une raréfaction des règles (spanioménorrhée) aboutissant à leur cessation (aménorrhée, dite alors secondaire). L'absence d'emblée des règles est possible (aménorrhée primaire) ;
- une virilisation avec hirsutisme, acné, alopécie ;
- une obésité de type androïde est fréquente, mais Contrairement à ce qui avait été indiqué dans la description princeps du SOPK [1], elle n'est pas systématique, certaines patientes étant même minces[2]. 50 à 70 % des patientes montrent une insulinorésistance (souvent associée à un surpoids, et parfois à une obésité androïde)[2].
- des troubles de la fertilité, le plus souvent d'origine ovulatoire ;
- une résistance à l'insuline ;
- une courbe thermique plate (cycles anovulatoires).

L'examen clinique permet de retrouver de gros ovaires lisses à la palpation.
Le déséquilibre hormonal induit, dans 40 % des cas, une surcharge pondérale aggravant la surabondance des règles.
Malgré les problèmes méthodologiques liés à la détection du syndrome (et donc à la délimitation de la population concernée), on estime que :
- 60 % des femmes touchées par ce syndrome sont fertiles (avant un an), bien que le temps de fécondation soit sensiblement plus long ;
- 90 % des cas d'infertilité associés à ce syndrome sont accompagnés d'une surcharge pondérale ;
- 70 % à 95 % des cas d'infertilité qui sont liés à l'anovulation sont accompagnés de ce syndrome[14].

En cas de grossesse, ces dernières s'avèrent souvent compliquées (diabète gestationnel, pré-éclampsie, prématurité, mortalité et morbidité péri-natale...),.
Les ovaires des personnes atteintes présentent de nombreux follicules (d'où le nom), mais la maturation est souvent interrompue avant l'ovulation.
Les femmes atteintes de ce syndrome ont sept fois plus de chances de développer le diabète de type 2 que les femmes non atteintes. Des tests de dépistage sont donc recommandés, car des symptômes pré-diabétiques peuvent être détectés cinq à six ans avant que le diabète lui-même ne se manifeste. L'insulinorésistance peut constituer un facteur de diabète, et ce quelle que soit la corpulence de la femme.

## Différents types de SOPK
Le Syndrome des Ovaires Polykystiques (SOPK) est un trouble endocrinien complexe qui se manifeste sous plusieurs formes. Voici un aperçu des principaux types de SOPK :
1. SOPK Classique : Le SOPK classique est le type le plus répandu et est souvent associé à une résistance à l'insuline. Cette résistance perturbe la régulation de la glycémie et stimule la production d'androgènes (hormones mâles) par les ovaires, entraînant des symptômes tels que l'acné, la croissance excessive de poils et des irrégularités menstruelles ;
2. SOPK Non-Classique : Ce type de SOPK a des similitudes avec le SOPK classique, avec des symptômes moins sévères ou moins fréquents. La résistance à l'insuline peut également être un facteur contributif ;
3. SOPK Oligoménorrhée Hyperandrogénie : Le « SOPK oligoménorrhée hyperandrogénie » se caractérise par des irrégularités menstruelles importantes et des niveaux élevés d'androgènes. La résistance à l'insuline peut jouer un rôle majeur, et les femmes atteintes peuvent rencontrer des difficultés à concevoir ;
4. SOPK Surrénalien : Moins courant que les types précédents, le SOPK surrénalien est lié à une surproduction d'androgènes par les glandes surrénales plutôt que par les ovaires. Les symptômes sont similaires à ceux du SOPK classique, mais la source des androgènes diffère.

Ces différents types de SOPK reflètent la complexité du syndrome, et nécessitent chacun une gestion adaptées aux besoins de la patiente. La compréhension des mécanismes sous-jacents et des caractéristiques spécifiques de chaque type est essentielle pour un diagnostic précis et un traitement approprié.

## Explorations paracliniques

### Dosages hormonaux
La LH a un taux sanguin très augmenté (avec un rapport LH/FSH supérieur à 2) et très variable (hyperpulsatilité) avec une réponse explosive au test de stimulation par la LH-RH
Le taux sanguin de FSH est normal, celui de la progestérone quasi nul. Il existe une hyperœstrogénie relative avec des androgènes (delta-4-androsténédione, testostérone) augmentés.
Le dosage du cortisol et de la prolactine dans le sang sont normaux (diagnostic différentiel).

### Examens morphologiques
L'échographie pelvienne montre des ovaires augmentés de volume avec un stroma épaissi. La cœlioscopie montre de gros ovaires lisses

## Diagnostic
LEuropean Society for Reproduction and Endocrinology et lAmerican Society of Reproductive Medicine définissent la maladie comme l'association de deux des trois critères suivants, en l'absence de cause nette :
- ovulations rares ou absentes ;
- signes d'hyperandrogénie (virilisation) clinique ou biologique ;
- ovaires polykystiques.

### Diagnostic différentiel
Il est possible d'avoir un syndrome des ovaires polykystiques sans avoir un ovaire polykystique diagnostiqué par échographie si d'autres problèmes de santé sont exclus, tels que :
- hyperplasie congénitale des surrénales ;
- tumeurs productrices d'androgènes ;
- hyperprolactinémie.

## Traitement
Le syndrome de Stein-Leventhal n'a pas de traitement curatif. On ne peut en traiter que quelques symptômes (en particulier, le traitement de l'hyperandrogénie est une prescription de progestatifs (acétate de cyprotérone - Androcur). « La contraception hormonale estroprogestative est recommandée en première intention en raison de ses nombreux bénéfices secondaires (notamment sur les signes d’hyperandrogénie volontiers associés) ».

### Traitement de l'infertilité ou de l'hypofécondité
Plus d'un tiers des femmes aux ovaires touchés peuvent concevoir naturellement. Certaines femmes atteintes du SOPK n'ovulent pas du tout (naturellement) mais la majorité ovulent de façon irrégulière ; ce qui réduit leurs chances de tomber enceinte.
L'utilisation des tests d'ovulation urinaires pour détecter le pic de LH qui précède l'ovulation n'est généralement pas très efficace pour les patientes atteintes du SOPK. En effet, ils donnent en général des résultats positifs tout au long du cycle menstruel sans identifier l'ovulation. Cela s'explique par le taux de LH souvent trop élevé chez les patientes ayant des ovaires polykystiques, ce qui fait donc réagir les tests même en période non-ovulatoire. Les tests utilisant la courbe de température basale obtiennent de bons résultats dans 40 % des cas.
Un régime alimentaire adapté permet une amélioration globale des symptômes (hyperandrogénie, infertilité et aménorrhée) ; une amaigrissement (de l'ordre de 15 % et d'au moins 5 %) diminue le taux des androgènes, en particulier la testostérone libre, et suffit à entraîner des cycles ovulatoires dans plus de la moitié des cas.
La pratique d'un sport régulier aide à stabiliser les taux d'hormones anormaux dans le corps, à éliminer les graisses (où est principalement stocké entre-autres le Bisphénol A), entraînant une réduction de la pilosité et de l'acné.
Suivre un régime à index glycémique faible régule le taux d'insuline. Les glucides sont alors apportés par les fruits, les légumes et les céréales complètes et non raffinées.
En cas d'échec, une induction de l'ovulation par citrate de clominophène (Clomid) et une prise en charge dans un centre spécialisé pour fécondation in vitro peuvent être proposées. Depuis les années 2020, le létrozole, inhibiteur de l'aromatase, est  recommandé en première intention pour l’induction de l’ovulation chez les patientes atteintes de SOPK, en raison de sa supériorité sur le citrate de clomifène en termes de taux d’ovulation et de naissances vivantes (son mécanisme repose sur la réduction des œstrogènes sans effet sur les récepteurs périphériques, notamment endométriaux). Soutenu par 46 études, son profil pharmacologique rassure quant à l’absence de tératogénicité. Sinon, sont (ou étaient) parfois nécessaires :
- un drilling ovarien sont parfois nécessaires[20], notamment en cas d’infertilité persistante après échec des traitements médicamenteux de première intention (comme le clomifène ou la metformine). Le drilling ovarien consiste à réaliser de multiples microperforations (en 5 à 10 points) dans la corticale ovarienne pour la rendre plus perméable, afin de rétablir un fonctionnement hormonal plus favorable à l’ovulation. réalisé par coelioscopie, hydrolaparoscopie ou culdoscopie, il permet de réduire l’hyperandrogénie (excès d’hormones masculines) ; de restaurer des ovulations spontanées ; et d'augmenter les chances de grossesse naturelle (taux de grossesse après intervention : plus de 50 % sans recours à la PMA[21], certaines études indiquant des taux plus élevés : 73 % de grossesse après traitement cœlioscopique et 61 % après hydrolaparoscopie selon H Fernandez[20] en 2003). Il est pratiqué en seconde intention, quand les traitements médicamenteux ont échoué, ou en première intention si une chirurgie conjointe est nécessaire ; ou (plus rarement) :
- une ablation partielle ou totale (résection) d’un ovaire ou de tissu ovarien (afin de retirer des kystes, tumeurs, ou tissu pathologique).

La prise d'un traitement pour « stabiliser » la résistance à l'insuline, tel que la metformine, peut aussi aider l'ovulation.

### Résistance à l'insuline
Il a été suggéré que le syndrome de Stein-Leventhal puisse être dû à une résistance à l'insuline. En effet, bon nombre de patientes ont des taux d'insuline élevés : ainsi le traitement à la metformine peut être efficace pour régler les symptômes, et réduire le taux d'insuline. Une perte de poids est souvent conseillée pendant le traitement pour le rendre plus efficace; cependant l'un des symptômes de ce syndrome étant l'obésité, il est très difficile d'obtenir une perte de poids significative.
La LH et/ou la testostérone peuvent être assez élevées chez ces femmes. Cette hausse du niveau de LH est directement liée à l'excès d'insuline présent dans le corps, et a un effet direct sur les troubles ovulatoires.
La mise en place d'un régime à index glycémique faible peut aider les patientes à réguler leur taux d'insuline, les glucides sont alors apportés par les fruits, les légumes et les céréales complètes et non raffinées (millet, quinoa, amarante...).

### Les perturbateurs environnementaux endocriniens
Certains perturbateurs endocriniens favoriseraient la maladie, des études mettent en cause 
- le bisphénol A, identifié comme cause possible dans le modèle animal (rongeur)[9],[24], les femmes atteintes auraient plus de BPA dans le plasma sanguin[25],[9], mais ce point reste contesté[26]. Il pourrait néanmoins favoriser la stéatose du foie chez les sujets obèses et atteints de SOPK[27] ;
- l'octylphénol : il pourrait être directement lié au risque de SOPK[28].
- les phtalates : ils sont notamment associés à une aggravation des symptômes comme l’hirsutisme et l’acné

### Thérapeutiques complémentaires
Parmi les thérapeutiques non pharmacologiques, l'intérêt de l'acupuncture,, de différentes substances naturelles et de l'herboristerie de la médecine traditionnelle chinoise sont à l'étude, notamment dans leur modulation du système nerveux sympathique, du système endocrinien et du système neuroendocrine.
Selon une synthèse de méta-analyses d'essais contrôlés randomisés de 2022, la supplémentation en vitamine D, en probiotiques/synbiotiques, en oméga-3, en inositol et en curcumine a montré des effets favorables sur certains marqueurs métaboliques. Les probiotiques/synbiotiques peuvent réduire le taux de testostérone total et l'inositol stimule l'ovulation.
En 2025, Solence, une startup française (crée en 2022), propose une application mobile basée sur l'Intelligence artificielle, dédiée à l'accompagnement de femmes porteuse du syndrome des ovaires polykystiques (SOPK) et à l'amélioration de leurs symptomes : l’IA propose un programme personnalisé de 12 semaines,  fondé sur des publications scientifiques et via des modules interactifs sur la nutrition, le stress, l’activité physique et les déclencheurs de symptômes, avec un score mensuel pour suivre l’évolution de l'état de santé de la personne.

## Aspects sociaux
Les personnes atteintes de ce syndrome sont confrontées à un nombre certain de difficultés sociales.
Ainsi, la revue anglaise Rugby League World consacre un article entier à une joueuse de rugby, Verity Smith, qui, atteinte du syndrome, a du mal à se faire accepter dans le milieu du rugby.
il a été suggéré qu'un environnement fœtal hyperandrogénique puisse être l'une des causes ou facteur favorisant du SOPK. Une hyperandrogénie fœtale pourrait, parfois, expliquer la survenue d'une dysphorie de genre (troubles de l’identité de genre F/H) et la fréquence de ces troubles dans le cadre des SOPK à début précoce.